# Tarcão
Tarcão ou Tarconte (Τάρχωνας em língua grega e Tarchun-us em língua etrusca) é um herói da mitologia etrusca, da mitologia grega e da mitologia romana. Na Eneida do poeta latino Virgílio é o chefe de um exército que se une ao troiano Eneias na guerra contra Mezêncio e Turno.
É irmão de Tirreno e filho de Télefo, rei da Mísia, região que fazia fronteira com a Trôade. Segundo o historiador grego Heródoto, conduziu com o irmão uma migração da Mísia para a Etrúria, por causa de uma longa fome que assolou a sua terra. Metade da população foi sorteada para ir embora, para encontrar terras mais férteis e aliviar os compatriotas que permaneceram.
Já Dionísio de Halicarnasso, historiador grego do século I a.C., defende a tese de que Tarcão nasceu na Etrúria, região da Itália. É atribuída a ele a fundação de todas as cidades da federação etrusca, a principal das quais foi Tarquinia (Tarchu-na em língua etrusca), à qual deu o seu nome.
Na Eneida, Tarcão é apresentado por Virgílio como chefe dos etruscos (8, 506). É procurado por Eneias, por indicação de Evandro, rei árcade estabelecido na cidade de Palanteu, para fazer aliança com ele contra os rútulos, que querem expulsar os troianos do Lácio. O personagem é citado diversas vezes nos relatos de combates nos livros 10 e 11 do poema. A aliança entre os dois povos deu certo e eles acabam ganhando a guerra.